# Baron Hungerford

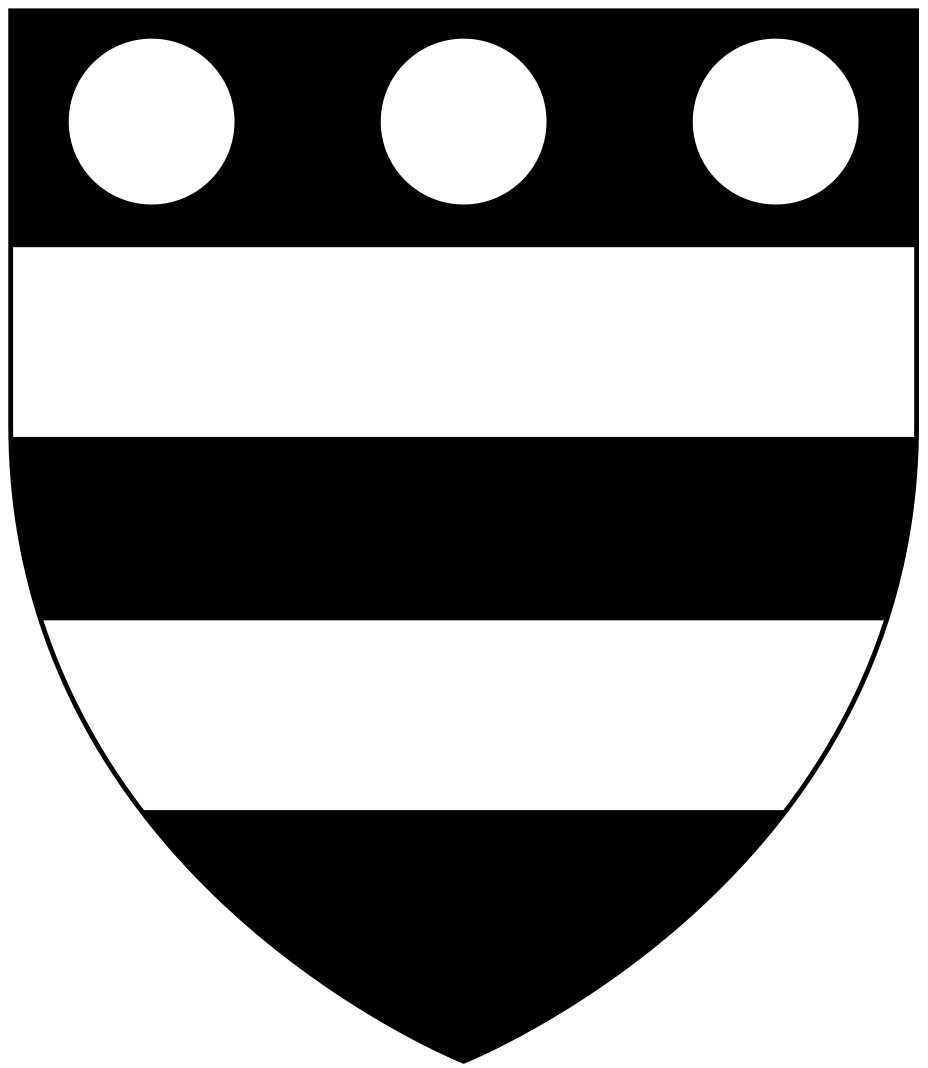
Ursprüngliches Wappen der Barone Hungerford

Baron Hungerford ist ein erblicher britischer Adelstitel, der zweimal in der Peerage of England geschaffen wurde.

## Verleihungen
Der Titel wurde erstmals am 7. Januar 1426 an Walter Hungerford verliehen, indem dieser per Writ of Summons zum königlichen Parlament berufen wurde. Sein Sohn, der spätere 2. Baron Hungerford wurde am 13. Januar 1445 per Writ of Summons zum Baron de Moleyns erhoben. Beide Titel sind vereint, seit er seinen Vater 1449 beerbte. Der 5. Baron Hungerford wurde 1529 zum Earl of Huntingdon erhoben. Beim Tod des 10. Earls 1789 fiel der Earlstitel an eine andere Linie der Familie, da er anders als die Baronien nur in männlicher Linie erblich ist. Der 16. Baron Hungerford wurde 1816 zum Marquess of Hastings erhoben. Beim Tod des 4. Marquess 1868 erlosch das Marquessate und die Baronien fielen in Abeyance. Diese wurde 1871 zugunsten von Edith Rawdon-Hastings, 10. Countess of Loudoun als 20. Baroness Hungerford und 19. Baron de Moleyns beendet. Beim Tod ihres Sohnes, dem 11. Earl 1920 fielen die Baronien erneut in Abeyance, die 1921 ebenso wie der Titel Baron Strange of Knockin zugunsten von Elizabeth Philipps, der Ehefrau des 1. Viscount St. Davids beendet wurde. Ihr Sohn vereinigte beim Tod seiner Eltern die drei Baronien als nachgeordnete Titel der Viscountcy St. Davids.
Am 8. Juni 1526 wurde ein anderer Walter Hungerford, Gutsherr von Heytesbury in Wiltshire, ebenfalls per Writ of Summons zum königlichen Parlament berufen und dadurch eine weitere Baronie Hungerford begründet. Zur Unterscheidung von der obigen wird der Titel auch Baron Hungerford of Heytesbury genannt. Der Titel wurde ihm 1540 aberkannt und seither nicht wiederhergestellt.

## Liste der Titelinhaber

### Barone Hungerford (1426) und de Moleyns (1449)
- Walter Hungerford, 1. Baron Hungerford (1378–1449)
- Robert Hungerford, 2. Baron Hungerford, 1. Baron de Moleyns (um 1400–1459)
- Robert Hungerford, 3. Baron Hungerford, 2. Baron de Moleyns (um 1420–1464) (Titel verwirkt 1461)
- Mary Hungerford, 4. Baroness Hungerford, 3. Baroness de Moleyns (um 1466–um 1530) (Titel wiederhergestellt 1485)
- George Hastings, 1. Earl of Huntingdon, 5. Baron Hungerford, 4. Baron de Moleyns (1488–1545)
- Francis Hastings, 2. Earl of Huntingdon, 6. Baron Hungerford, 5. Baron de Moleyns (1514–1560)
- Henry Hastings, 3. Earl of Huntingdon, 7. Baron Hungerford, 6. Baron de Moleyns (1536–1595)
- George Hastings, 4. Earl of Huntingdon, 8. Baron Hungerford, 7. Baron de Moleyns (1540–1604)
- Henry Hastings, 5. Earl of Huntingdon, 9. Baron Hungerford, 6. Baron de Moleyns  (1586–1643)
- Ferdinando Hastings, 6. Earl of Huntingdon, 10. Baron Hungerford, 9. Baron de Moleyns (1609–1656)
- Theophilus Hastings, 7. Earl of Huntingdon, 11. Baron Hungerford, 10. Baron de Moleyns (1650–1701)
- George Hastings, 8. Earl of Huntingdon, 12. Baron Hungerford, 11. Baron de Moleyns (1677–1705)
- Theophilus Hastings, 9. Earl of Huntingdon, 13. Baron Hungerford, 12. Baron de Moleyns (1696–1746)
- Francis Hastings, 10. Earl of Huntingdon, 14. Baron Hungerford, 13. Baron de Moleyns  (1729–1789)
- Elizabeth Hastings, 16. Baroness Botreaux, 15. Baroness Hungerford, 14. Baroness de Moleyns (1731–1808)
- Francis Rawdon-Hastings, 1. Marquess of Hastings, 2. Earl of Moira, 16. Baron Hungerford, 15. Baron de Moleyns (1754–1826)
- George Rawdon-Hastings, 2. Marquess of Hastings, 17. Baron Hungerford, 16. Baron de Moleyns (1808–1844)
- Paulyn Rawdon-Hastings, 3. Marquess of Hastings, 18. Baron Hungerford, 17. Baron de Moleyns (1832–1851)
- Henry Rawdon-Hastings, 4. Marquess of Hastings, 19. Baron Hungerford, 18. Baron de Moleyns (1842–1868) (Titel abeyant 1868)
- Edith Rawdon-Hastings, 10. Countess of Loudoun, 20. Baroness Hungerford, 19. Baron de Moleyns (1833–1874) (Abeyance beendet 1871)
- Charles Clifton, 11. Earl of Loudoun, 21. Baron Hungerford, 20. Baron de Moleyns (1855–1920) (Titel abeyant 1920)
- Elizabeth Abney-Hastings, 22. Baroness Hungerford, 21. Baroness de Moleyns, 14. Baroness Strange (1884–1974) (Abeyance beendet 1921)
- Jestyn Philipps, 2. Viscount St. Davids, 23. Baron Hungerford, 22. Baron de Moleyns, 15. Baroness Strange (1917–1991)
- Colwyn Philipps, 3. Viscount St. Davids, 23. Baron Hungerford, 22. Baron de Moleyns, 16. Baroness Strange (1939–2009)
- Rhodri Philipps, 4. Viscount St. Davids, 23. Baron Hungerford, 22. Baron de Moleyns, 17. Baroness Strange (* 1966)

Mutmaßlicher Titelerbe (Heir Presumptive) ist der Bruder des jetzigen Titelinhabers, Todd Sharpville (* 1970).

### Barone Hungerford of Heytesbury (1526)
- Walter Hungerford, 1. Baron Hungerford of Heytesbury (um 1502–1540) (Titel verwirkt 1540)